# Assistente
Un assistente è una persona, o uno strumento, che aiuta un'altra persona professionalmente più preparata, a raggiungere determinati obiettivi.

## Uso del termine
A seconda del suo ruolo, della sua personalità e dell'ambiente di riferimento, ci si può riferire all'assistente con diversi appellativi. Se esso risulta valente, viene spesso detto, colloquialmente, braccio destro.
Il caso in cui l'assistente, pur agendo nell'ombra, possiede un'enorme influenza sull'assistito, si usa spesso la polirematica "eminenza grigia". In questo caso tale definizione nasce da un contesto storico ben preciso, e può essere usata anche per esprimere quelle condizioni nelle quali l'assistente gestisce il potere, che apparentemente è funzione della personalità che accompagna.
Il termine viene utilizzato in diversi contesti e ambiti, spesso con una pluralità di significati.

## Forze Armate
Alcune forze armate nel mondo arabo hanno il grado di assistente, che è il grado più alto tra i sottufficiali.

### Egitto
Nelle forze armate egiziane i gradi apicali tra i sottufficiali in ordine crescente sono assistente (arabo: مساعد; traslitterato: Musāīd)  e primo assistente (arabo: مساعد أول'; traslitterato: Musāīd 'awwāl) omologabili rispettivamente al primo maresciallo delle forze armate italiane e al luogotenente delle forze armate italiane.
| Esercito egiziano                   | Esercito egiziano        |
| Primo aiutante                      | Aiutante                 |
| in arabo مساعد أول‎? (Musaīd 'awwāl) | in arabo مساعد‎? (Musāīd) |
| ----------------------------------- | ------------------------ |
|                                     |                          |

### Siria
Nelle forze armate siriane i gradi apicali tra i sottufficiali in ordine crescente sono assistente (arabo: مساعد; traslitterato: Musāīd), secondo assistente (arabo: مساعد ثاني; traslitterato: Musāīd) e primo assistente (arabo: مساعد أول; traslitterato: Musāīd thani) omologabili rispettivamente al primo maresciallo, al luogotenente e al primo luogotenente delle forze armate italiane.
| Esercito Arabo Siriano              | Esercito Arabo Siriano              | Esercito Arabo Siriano   |
| Primo aiutante                      | Secondo aiutante                    | Aiutante                 |
| in arabo مساعد أول‎? (Musaīd 'awwāl) | in arabo مساعد ثاني‎? (Musāīd thani) | in arabo مساعد‎? (Musāīd) |
| ----------------------------------- | ----------------------------------- | ------------------------ |
|                                     |                                     |                          |

| Forza aerea araba siriana           | Forza aerea araba siriana           | Forza aerea araba siriana |
| Primo aiutante                      | Secondo aiutante                    | Aiutante                  |
| in arabo مساعد أول‎? (Musaīd 'awwāl) | in arabo مساعد ثاني‎? (Musāīd thani) | in arabo مساعد‎? (Musāīd)  |
| ----------------------------------- | ----------------------------------- | ------------------------- |
|                                     |                                     |                           |